# ناحوم پارکر
ناحوم پارکر (به انگلیسی: Nahum Parker) سناتور سابق عضو حزب دموکرات-جمهوری‌خواه بود. وی در سال ۱۸۰۷ تا ۱۸۱۰ میلادی سناتور ایالت نیوهمپشایر در سنای ایالات متحده آمریکا بود.